# Institution Notre-Dame

Historische Postkarte mit Illustration der Institution Notre-Dame.

Die Institution Notre-Dame [ɛ̃stitysjɔ̃ nɔtʁədam] ist eine traditionsreiche Privatschule im französischen Département Nord, Region Hauts-de-France. Die Gründung durch katholische Geistliche geht auf das Jahr 1850 zurück. Die Einrichtung gliedert sich in Collège Notre-Dame und Lycée Notre-Dame. Ersteres befindet sich in Saint-Saulve, letzteres in der Nachbarstadt Valenciennes.

## Geschichte
Während das französische Schulsystem unter der Herrschaft Napoleon Bonapartes staatlich zentralisiert war, wurden ab 1850 auch weiterführende Schulen in privater Trägerschaft zugelassen. Im gleichen Jahr öffnete in Valenciennes, mit zuerst nur fünf Schülern, das Collège Notre-Dame. 1853 bezog die Schule aus Platzmangel die Gebäude in der Rue des Capucins, welche bis heute genutzt werden.
1973 fusionierte die Schule mit der katholischen Bildungseinrichtung Institution Notre-Dame de la Garde in der Nachbargemeinde Saint-Saulve. Seit 1982 wird dort das Collège Notre-Dame weitergeführt, während die Schule in Valenciennes als Lycée Notre-Dame fortbesteht.
Die Kapelle der Schule in Valenciennes im Stil der Neogotik wurde von Louis Dutouquet entworfen und 1857 eingeweiht. Zwei Querschiffe wurden später ergänzt. Zwischen 2016 und 2017 wurde sie umfassend renoviert.

## Schulprogramm
Am Collège werden neben regulären Klassen auch integrative Klassen unterrichtet. Als Fremdsprachen werden neben Englisch auch Spanisch, Deutsch und Latein angeboten.
Darüber hinaus kann am Lycée Russisch belegt werden. Außerdem kann hier der brevet d'initiation aéronautique abgelegt werden – ein Diplom, welches dem Schüler allgemeines Wissen über Luftfahrt attestiert und mit staatlicher Förderung für eine Flugschein-Prüfung dotiert ist.

## Alumni (Auswahl)
- Charles Nungesser (1892–1927), Jagdflieger des Ersten Weltkriegs
- Jean Mineur (1902–1985), Filmproduzent und Regisseur
- Henri Platelle (1921–2011), Historiker
- Pierre Richard (* 1934), Schauspieler und Komiker
- Dominique Riquet (* 1946), Politiker
- Éric Dupond-Moretti (* 1961), Strafverteidiger und Politiker
- Paul Charruau (* 1993), Fußballspieler

## Lehrer (Auswahl)
- Charles Deulin (1827–1877), Schriftsteller und Journalist
- Guy Guillon (* 1936), Sportlehrer (früherer Fußballspieler)